# Carl Cedermark
Carl Christian Cedermark, född 30 november 1973 i Botkyrka, Stockholms län, är en svensk präst.

## Biografi
Carl Cedermark föddes 1973 i Botkyrka. Han prästvigdes den 11 juni 2001 i Växjö domkyrka och blev pastorsadjunkt i Sävsjö pastorat. Under tiden i Sävsjö hade han prästen Erik Karlsson som handledare. År 2002 blev Cedermark komminister i Jönköpings Sofia församling. Han var från 2004 komminister i Göteborgs stifts församlingar. Cedermark blev återvända till Jönköpings Sofia församling 2006 och blev distriktspräst i Gräshagen. Han blev 2011 kyrkoherde i Sävsjö pastorat. Från augusti 2020 arbetar han som kyrkoherde i Södra Vedbo pastorat. Han blev 1 juni 2022 kontraktsprost i Smålandsbygdens kontrakt och efterträder Peter Andreasson.